# Martin Keamy
Martin Keamy er en fiktiv person i den amerikanske tv-serie Lost, spillet af Kevin Durand. Keamy har sin første optræden i fjerde sæsons "The Constant."
| Lost | Spire Denne artikel om tv-serien Lost er en spire som bør udbygges. Du er velkommen til at hjælpe Wikipedia ved at udvide den. |